# Crioceris
Genre
Crioceris est un genre d'insectes coléoptères de la famille des Chrysomelidae, de la sous-famille des Criocerinae.

## Liste des sous-genres et espèces
Selon ITIS (29 mai 2014) :
- sous-genre Crioceris (Crioceris) Geoffroy, 1762
  - Crioceris asparagi (Linnaeus, 1758)
  - Crioceris duodecimpunctata (Linnaeus, 1758)

## Liste d'espèces
Selon Fauna Europaea (8 mars 2023) :
- Crioceris asparagi
- Crioceris bicruciata
- Crioceris duodecimpunctata
- Crioceris macilenta
- Crioceris paracenthesis
- Crioceris quatuordecimpunctata
- Crioceris quinquepunctata

Selon NCBI (28 mai 2014) :
- Crioceris asparagi
- Crioceris duodecimpunctata
- Crioceris paracenthesis
- Crioceris quatuordecimpunctata
- Crioceris quinquepunctata

Selon Paleobiology Database (28 mai 2014) :
- Crioceris vetusta

Selon Warchałowski 2010 (pour la zone paléarctique seulement) :
- Crioceris asparagi
- Crioceris macilenta
- Crioceris nigropicta
- Crioceris orientalis
- Crioceris paracenthesis
- Crioceris sokolowi
- Crioceris bicruciata
- Crioceris quinquepunctata
- Crioceris iliensis
- Crioceris oschanini
- Crioceris afghana
- Crioceris duodecimpunctata
- Crioceris quatordecimpunctata